# Orgedeuil
Orgedeuil is een gemeente in het Franse departement Charente (regio Nouvelle-Aquitaine) en telt 207 inwoners (2005). De plaats maakt deel uit van het arrondissement Angoulême.

## Geografie
De oppervlakte van Orgedeuil bedraagt 10,2 km², de bevolkingsdichtheid is 20,3 inwoners per km².
De onderstaande kaart toont de ligging van Orgedeuil met de belangrijkste infrastructuur en aangrenzende gemeenten.

## Demografie
Onderstaande figuur toont het verloop van het inwonertal (bron: INSEE-tellingen).